# Costa Volpino
Costa Volpino (lombardul: Còsta Ulpì) település Olaszországban, Lombardia régióban, Bergamo megyében. Lakosainak száma 8783 fő (2023. január 1.). Costa Volpino Songavazzo, Lovere, Bossico, Pian Camuno, Rogno és Pisogne községekkel határos.

## Népesség
A település lakossága az elmúlt években az alábbi módon változott:
| Lakosok száma | 9173 | 9151 | 8783 |
|               | 2017 | 2018 | 2023 |